# August Hermann Francke (lingvist)
August Hermann Francke, född 5 november 1870, död 16 februari 1930, var en tysk missionär och språkforskare, ättling till teologen August Hermann Francke.
Francke blev 1922 privatdocent vid universitetet i Berlin i Tibetforskning, 1925 extraordinarie professor. Han nedlade som brödraförsamlingens missionär i västra Himalaya ett betydande arbete på utforskandet av tibetanernas religion, kultur och språk.